# 棚竹
棚竹（学名：Indosasa longispicata）为禾本科大节竹属下的一个种。